# Guillermo Smith
William Smith Gorferey, más conocido como Guillermo Smith (Edimburgo, Reino de Gran Bretaña, 1794-Caracas, Venezuela, 11 de abril de 1857) fue un militar escocés y miembro de la Legión Británica que desempeñó importantes cargos administrativos y políticos en Venezuela.

## Biografía
Sus padres fueron el general sir Robert Smith Wright y de Elizabeth Gorferey. Se casó con Mercedes Vera en Valencia en 1823. Tuvo como hijos a Trinidad Smith y a Alberto Smith junto Concepción Millares.
Guillermo Smith se unió a la expedición organizada por Jorge Elsom en 1819 y llegó a Angostura a como capitán en el segundo batallón Rifles. Paso al mando de José Antonio Páez en los llanos de Apure en 1820. Combatió en la batalla de Carabobo de 1821. Después del inicio de La Cosiata, Guillermo Smith y su batallón permanecieron leales al gobierno central y marcharon al oriente para reunirse con José Francisco Bermúdez. En marzo de 1827, Simón Bolívar lo nombró tesorero de Ejército y Hacienda de Caracas.
Su firma aparece en el Pronunciamiento de la ciudad de Caracas que incluye el acta de la Asamblea de San Francisco. Tras la Disolución de la Gran Colombia, fue nombrado comisario general de Rentas en 1831. En 1835, viajó al Reino Unido de Gran Bretaña e Irlanda, donde permaneció un año. Se nacionalizó como venezolano y en 1837 fue nombrado secretario de Guerra y Marina, a la vez que secretario interino de Hacienda y Relaciones Exteriores. El presidente José Antonio Páez lo nombró secretario de Hacienda y Relaciones Exteriores en 1839.
Sus labores junto a Santos Michelena y Francisco Aranda lograron que la deuda interna de Venezuela fuera reducida casi en su totalidad y la deuda externa disminuyó considerablemente. Al ser creado el Banco Nacional en marzo de 1841, Guillermo Smith fue nombrado por el gobierno como uno de sus directores. Smith fue designado comandante de las milicias de La Guaira con la ocasión de la traída a Venezuela de los restos de Simón Bolívar donde desembarcó el féretro. Durante el Asalto al Congreso de Venezuela de 1848, el coronel Guillermo Smith era jefe de la guardia del cuerpo legislativo, por lo que fue apuñalado por la turba. Se recuperó y permaneció alejado, a partir de entonces, de la vida pública.